# 烯丙基环戊二烯基钯
烯丙基环戊二烯基钯是一种有机钯化合物，化学式为(C5H5)Pd(C3H5)。它是红色具有挥发性的化合物，有不愉快的气味。它可溶于大部分有机溶剂，它是夹心型配合物，环戊二烯环与烯丙基配体将Pd夹在中间。

## 制备
该配合物可由氯化烯丙基鈀二聚物和环戊二烯基钠反应得到：
2 C5H5Na  + (C3H5)2Pd2Cl2   →   2 (C5H4)Pd(C3H5)  +  2 NaCl

## 结构与反应
这个18电子配合物采取具有Cs对称性的半夹心结构，即分子具有对称平面。该配合物容易通过还原消除反应分解。
C3H5PdC3H5 → Pd(0) + C5H5C3H5
该化合物易和异腈反应产生具有近似式[Pd(CNR)2]n的簇。 它与大体积的烷基膦反应生成二配位的钯(0)配合物：
CpPd(allyl)  +  2 PR3   →    Pd(PR3)2  +  C5H5C3H5
该化合物可用于金属钯的薄膜化学气相沉积。